# Grand Slam of Darts 2024
De Mr Vegas Grand Slam of Darts 2024 was de achttiende editie van de Grand Slam of Darts georganiseerd door de PDC. Het toernooi werd gehouden van 9 tot en met 17 november in de WV Active Aldersley, Wolverhampton. 
De op dat moment 17-jarige debutant Luke Littler passeerde in de finale de eveneens debuterende Martin Lukeman met een uitslag van 16-3. Niet eerder won zo'n jonge speler de Grand Slam.

## Prijzengeld
Het prijzengeld bleef behouden ten opzichte van de editie een jaar eerder. 
| Plaats (aantal spelers) | Plaats (aantal spelers) | Prijzengeld (Totaal: £ 650.000) |
| ----------------------- | ----------------------- | ------------------------------- |
| Winnaar                 | (1)                     | £ 150.000                       |
| Runner-up               | (1)                     | £ 70.000                        |
| Halve finale            | (2)                     | £ 50.000                        |
| Kwartfinale             | (4)                     | £ 25.000                        |
| Laatste 16              | (8)                     | £ 12.500                        |
| Derde in groep          | (8)                     | £ 8.000                         |
| Vierde in groep         | (8)                     | £ 5.000                         |
|                         |                         |                                 |
| Groepswinnaar bonus     | (8)                     | £ 3.500                         |

## Kwalificatie
De 32 gekwalificeerden werden samengesteld uit verschillende PDC-toernooien:
- Alle finalisten van de 11 PDC-majors kwalificeerden zich, tot een maximum van 16 spelers.
- Er kwalificeerden zich (maximaal) 8 winnaars van diverse aanvullende toernooien (zie overzicht hieronder).
- Als er dan nog geen 24 spelers gekwalificeerd waren, werden deze aangevuld met Euro Tour-winnaars.
- Als er dan nog geen 24 spelers gekwalificeerd waren, werden deze aangevuld met Players Championship-winnaars.
- Tot slot kwamen er nog 8 spelers uit het kwalificatietoernooi voor alle Tourcardhouders die zich nog niet gekwalificeerd hadden.

#### Kwalificatie majors
Opmerking: Schuingedrukte spelers waren al gekwalificeerd
| PDC Hoofdtoernooien          | PDC Hoofdtoernooien | PDC Hoofdtoernooien | PDC Hoofdtoernooien                  | PDC Hoofdtoernooien | PDC Hoofdtoernooien |
| Toernooi                     | Jaar                | Positie             | Speler                               | | Gekwalificeerd      |
| ---------------------------- | ------------------- | ------------------- | ------------------------------------ | --- | ------------------- |
| PDC World Darts Championship | 2024                | Winnaar             | Luke Humphries                       | Luke Humphries Luke Littler Mike De Decker Stephen Bunting Dimitri Van den Bergh Ritchie Edhouse Michael Smith Rob Cross Michael van Gerwen Jermaine Wattimena Rowby-John Rodriguez Mensur Suljović |                     |
| Grand Slam of Darts          | 2023                | Winnaar             | Luke Humphries                       | Luke Humphries Luke Littler Mike De Decker Stephen Bunting Dimitri Van den Bergh Ritchie Edhouse Michael Smith Rob Cross Michael van Gerwen Jermaine Wattimena Rowby-John Rodriguez Mensur Suljović |                     |
| Premier League Darts         | 2024                | Winnaar             | Luke Littler                         | Luke Humphries Luke Littler Mike De Decker Stephen Bunting Dimitri Van den Bergh Ritchie Edhouse Michael Smith Rob Cross Michael van Gerwen Jermaine Wattimena Rowby-John Rodriguez Mensur Suljović |                     |
| World Matchplay              | 2024                | Winnaar             | Luke Humphries                       | Luke Humphries Luke Littler Mike De Decker Stephen Bunting Dimitri Van den Bergh Ritchie Edhouse Michael Smith Rob Cross Michael van Gerwen Jermaine Wattimena Rowby-John Rodriguez Mensur Suljović |                     |
| World Grand Prix             | 2024                | Winnaar             | Mike De Decker                       | Luke Humphries Luke Littler Mike De Decker Stephen Bunting Dimitri Van den Bergh Ritchie Edhouse Michael Smith Rob Cross Michael van Gerwen Jermaine Wattimena Rowby-John Rodriguez Mensur Suljović |                     |
| The Masters                  | 2024                | Winnaar             | Stephen Bunting                      | Luke Humphries Luke Littler Mike De Decker Stephen Bunting Dimitri Van den Bergh Ritchie Edhouse Michael Smith Rob Cross Michael van Gerwen Jermaine Wattimena Rowby-John Rodriguez Mensur Suljović |                     |
| UK Open                      | 2024                | Winnaar             | Dimitri Van den Bergh                | Luke Humphries Luke Littler Mike De Decker Stephen Bunting Dimitri Van den Bergh Ritchie Edhouse Michael Smith Rob Cross Michael van Gerwen Jermaine Wattimena Rowby-John Rodriguez Mensur Suljović |                     |
| European Darts Championship  | 2024                | Winnaar             | Ritchie Edhouse                      | Luke Humphries Luke Littler Mike De Decker Stephen Bunting Dimitri Van den Bergh Ritchie Edhouse Michael Smith Rob Cross Michael van Gerwen Jermaine Wattimena Rowby-John Rodriguez Mensur Suljović |                     |
| Players Championship Finals  | 2023                | Winnaar             | Luke Humphries                       | Luke Humphries Luke Littler Mike De Decker Stephen Bunting Dimitri Van den Bergh Ritchie Edhouse Michael Smith Rob Cross Michael van Gerwen Jermaine Wattimena Rowby-John Rodriguez Mensur Suljović |                     |
| World Series of Darts Finals | 2024                | Winnaar             | Luke Littler                         | Luke Humphries Luke Littler Mike De Decker Stephen Bunting Dimitri Van den Bergh Ritchie Edhouse Michael Smith Rob Cross Michael van Gerwen Jermaine Wattimena Rowby-John Rodriguez Mensur Suljović |                     |
| World Cup of Darts           | 2024                | Winnaars            | Luke Humphries Michael Smith         | Luke Humphries Luke Littler Mike De Decker Stephen Bunting Dimitri Van den Bergh Ritchie Edhouse Michael Smith Rob Cross Michael van Gerwen Jermaine Wattimena Rowby-John Rodriguez Mensur Suljović |                     |
| PDC World Darts Championship | 2024                | Runner-up           | Luke Littler                         | Luke Humphries Luke Littler Mike De Decker Stephen Bunting Dimitri Van den Bergh Ritchie Edhouse Michael Smith Rob Cross Michael van Gerwen Jermaine Wattimena Rowby-John Rodriguez Mensur Suljović |                     |
| Grand Slam of Darts          | 2023                | Runner-up           | Rob Cross                            | Luke Humphries Luke Littler Mike De Decker Stephen Bunting Dimitri Van den Bergh Ritchie Edhouse Michael Smith Rob Cross Michael van Gerwen Jermaine Wattimena Rowby-John Rodriguez Mensur Suljović |                     |
| Premier League Darts         | 2024                | Runner-up           | Luke Humphries                       | Luke Humphries Luke Littler Mike De Decker Stephen Bunting Dimitri Van den Bergh Ritchie Edhouse Michael Smith Rob Cross Michael van Gerwen Jermaine Wattimena Rowby-John Rodriguez Mensur Suljović |                     |
| World Matchplay              | 2024                | Runner-up           | Michael van Gerwen                   | Luke Humphries Luke Littler Mike De Decker Stephen Bunting Dimitri Van den Bergh Ritchie Edhouse Michael Smith Rob Cross Michael van Gerwen Jermaine Wattimena Rowby-John Rodriguez Mensur Suljović |                     |
| World Grand Prix             | 2024                | Runner-up           | Luke Humphries                       | Luke Humphries Luke Littler Mike De Decker Stephen Bunting Dimitri Van den Bergh Ritchie Edhouse Michael Smith Rob Cross Michael van Gerwen Jermaine Wattimena Rowby-John Rodriguez Mensur Suljović |                     |
| The Masters                  | 2024                | Runner-up           | Michael van Gerwen                   | Luke Humphries Luke Littler Mike De Decker Stephen Bunting Dimitri Van den Bergh Ritchie Edhouse Michael Smith Rob Cross Michael van Gerwen Jermaine Wattimena Rowby-John Rodriguez Mensur Suljović |                     |
| UK Open                      | 2024                | Runner-up           | Luke Humphries                       | Luke Humphries Luke Littler Mike De Decker Stephen Bunting Dimitri Van den Bergh Ritchie Edhouse Michael Smith Rob Cross Michael van Gerwen Jermaine Wattimena Rowby-John Rodriguez Mensur Suljović |                     |
| European Darts Championship  | 2024                | Runner-up           | Jermaine Wattimena                   | Luke Humphries Luke Littler Mike De Decker Stephen Bunting Dimitri Van den Bergh Ritchie Edhouse Michael Smith Rob Cross Michael van Gerwen Jermaine Wattimena Rowby-John Rodriguez Mensur Suljović |                     |
| Players Championship Finals  | 2023                | Runner-up           | Michael van Gerwen                   | Luke Humphries Luke Littler Mike De Decker Stephen Bunting Dimitri Van den Bergh Ritchie Edhouse Michael Smith Rob Cross Michael van Gerwen Jermaine Wattimena Rowby-John Rodriguez Mensur Suljović |                     |
| World Series of Darts Finals | 2024                | Runner-up           | Michael Smith                        | Luke Humphries Luke Littler Mike De Decker Stephen Bunting Dimitri Van den Bergh Ritchie Edhouse Michael Smith Rob Cross Michael van Gerwen Jermaine Wattimena Rowby-John Rodriguez Mensur Suljović |                     |
| World Cup of Darts           | 2024                | Runners-up          | Rowby-John Rodriguez Mensur Suljović | Luke Humphries Luke Littler Mike De Decker Stephen Bunting Dimitri Van den Bergh Ritchie Edhouse Michael Smith Rob Cross Michael van Gerwen Jermaine Wattimena Rowby-John Rodriguez Mensur Suljović |                     |

Als de lijst met gekwalificeerden van de hoofdtoernooien minder dan 16 spelers opleverde, werd er vervolgens eerst aangevuld met winnaars van de European Tour-evenementen van 2024. Deze werden eerst gerangschikt in het aantal gewonnen European Tour-evenementen en vervolgens volgens de Order of Merit-ranglijst.

#### PDC Pro Tour European Tour
| PDC Pro Tour European Tour | PDC Pro Tour European Tour | PDC Pro Tour European Tour | PDC Pro Tour European Tour | PDC Pro Tour European Tour                                          | PDC Pro Tour European Tour |
| Toernooi                   | Jaar                       | Positie                    | Speler                     |                                                                     | Gekwalificeerd             |
| -------------------------- | -------------------------- | -------------------------- | -------------------------- | ------------------------------------------------------------------- | -------------------------- |
| Belgian Darts Open         | 2024                       | Winnaar                    | Luke Littler               | Dave Chisnall Martin Schindler Peter Wright Josh Rock Gary Anderson |                            |
| German Darts Grand Prix    | 2024                       | Winnaar                    | Luke Humphries             | Dave Chisnall Martin Schindler Peter Wright Josh Rock Gary Anderson |                            |
| International Darts Open   | 2024                       | Winnaar                    | Martin Schindler           | Dave Chisnall Martin Schindler Peter Wright Josh Rock Gary Anderson |                            |
| European Darts Grand Prix  | 2024                       | Winnaar                    | Gary Anderson              | Dave Chisnall Martin Schindler Peter Wright Josh Rock Gary Anderson |                            |
| Austrian Darts Open        | 2024                       | Winnaar                    | Luke Littler               | Dave Chisnall Martin Schindler Peter Wright Josh Rock Gary Anderson |                            |
| Baltic Sea Darts Open      | 2024                       | Winnaar                    | Rob Cross                  | Dave Chisnall Martin Schindler Peter Wright Josh Rock Gary Anderson |                            |
| Dutch Darts Championship   | 2024                       | Winnaar                    | Josh Rock                  | Dave Chisnall Martin Schindler Peter Wright Josh Rock Gary Anderson |                            |
| European Darts Open        | 2024                       | Winnaar                    | Dave Chisnall              | Dave Chisnall Martin Schindler Peter Wright Josh Rock Gary Anderson |                            |
| German Darts Championship  | 2024                       | Winnaar                    | Peter Wright               | Dave Chisnall Martin Schindler Peter Wright Josh Rock Gary Anderson |                            |
| Flanders Darts Trophy      | 2024                       | Winnaar                    | Dave Chisnall              | Dave Chisnall Martin Schindler Peter Wright Josh Rock Gary Anderson |                            |
| Hungarian Darts Trophy     | 2024                       | Winnaar                    | Michael van Gerwen         | Dave Chisnall Martin Schindler Peter Wright Josh Rock Gary Anderson |                            |
| Swiss Darts Trophy         | 2024                       | Winnaar                    | Martin Schindler           | Dave Chisnall Martin Schindler Peter Wright Josh Rock Gary Anderson |                            |
| Czech Darts Open           | 2024                       | Winnaar                    | Luke Humphries             | Dave Chisnall Martin Schindler Peter Wright Josh Rock Gary Anderson |                            |

Als er nog steeds niet genoeg gekwalificeerden waren nadat European Tour-winnaars waren toegevoegd, werden er winnaars van de Players Championships-evenementen 2024 toegevoegd. Eerst in het aantal gewonnen Players Championship-evenementen en vervolgens volgens de Order of Merit-ranglijst. 
Dit jaar kwamen er al 24 spelers via de majorfinales, Euro Tour-winnaars en aanvullende qualifiers, dus werden er geen winnaars vanuit de Players Championships toegevoegd.

#### PDC Pro Tour Players Championships
| Players Championship 1  | Winnaar | Luke Littler          |  |
| Players Championship 2  | Winnaar | Gary Anderson         |  |
| Players Championship 3  | Winnaar | Ryan Searle           |  |
| Players Championship 4  | Winnaar | Damon Heta            |  |
| Players Championship 5  | Winnaar | Raymond van Barneveld |  |
| Players Championship 6  | Winnaar | Dave Chisnall         |  |
| Players Championship 7  | Winnaar | Chris Dobey           |  |
| Players Championship 8  | Winnaar | Danny Noppert         |  |
| Players Championship 9  | Winnaar | Michael Smith         |  |
| Players Championship 10 | Winnaar | Brendan Dolan         |  |
| Players Championship 11 | Winnaar | Alan Soutar           |  |
| Players Championship 12 | Winnaar | Dimitri Van den Bergh |  |
| Players Championship 13 | Winnaar | Ross Smith            |  |
| Players Championship 14 | Winnaar | Jonny Clayton         |  |
| Players Championship 15 | Winnaar | Luke Littler          |  |
| Players Championship 16 | Winnaar | Mike De Decker        |  |
| Players Championship 17 | Winnaar | Josh Rock             |  |
| Players Championship 18 | Winnaar | Damon Heta            |  |
| Players Championship 19 | Winnaar | Chris Dobey           |  |
| Players Championship 20 | Winnaar | Luke Littler          |  |
| Players Championship 21 | Winnaar | Michael van Gerwen    |  |
| Players Championship 22 | Winnaar | Gary Anderson         |  |
| Players Championship 23 | Winnaar | Dave Chisnall         |  |
| Players Championship 24 | Winnaar | Wessel Nijman         |  |
| Players Championship 25 | Winnaar | Chris Dobey           |  |
| Players Championship 26 | Winnaar | Luke Humphries        |  |
| Players Championship 27 | Winnaar | Michael van Gerwen    |  |
| Players Championship 28 | Winnaar | Wesley Plaisier       |  |
| Players Championship 29 | Winnaar | Cameron Menzies       |  |
| Players Championship 30 | Winnaar | Josh Rock             |  |

#### Aanvullende Qualifiers
| Toernooi                     | Jaar | Positie                  | Speler              | | Gekwalificeerd |
| ---------------------------- | ---- | ------------------------ | ------------------- | --- | -------------- |
| PDC World Youth Championship | 2023 | Winnaar                  | Luke Littler        | Gian van Veen Connor Scutt Wessel Nijman Beau Greaves Noa-Lynn van Leuven Lourence Ilagan Leonard Gates |                |
| PDC World Youth Championship | 2023 | Runner-up                | Gian van Veen       | Gian van Veen Connor Scutt Wessel Nijman Beau Greaves Noa-Lynn van Leuven Lourence Ilagan Leonard Gates |                |
| PDC Challenge Tour           | 2024 | Order of Merit-winnaar   | Connor Scutt        | Gian van Veen Connor Scutt Wessel Nijman Beau Greaves Noa-Lynn van Leuven Lourence Ilagan Leonard Gates |                |
| PDC Development Tour         | 2024 | Order of Merit-winnaar   | Wessel Nijman       | Gian van Veen Connor Scutt Wessel Nijman Beau Greaves Noa-Lynn van Leuven Lourence Ilagan Leonard Gates |                |
| Women's World Matchplay      | 2024 | Winnaar                  | Beau Greaves        | Gian van Veen Connor Scutt Wessel Nijman Beau Greaves Noa-Lynn van Leuven Lourence Ilagan Leonard Gates |                |
| PDC Women's Series           | 2024 | Order of Merit runner-up | Noa-Lynn van Leuven | Gian van Veen Connor Scutt Wessel Nijman Beau Greaves Noa-Lynn van Leuven Lourence Ilagan Leonard Gates |                |
| PDC Asian Championship       | 2024 | Winnaar                  | Lourence Ilagan     | Gian van Veen Connor Scutt Wessel Nijman Beau Greaves Noa-Lynn van Leuven Lourence Ilagan Leonard Gates |                |
| CDC Continental Cup          | 2024 | Winnaar                  | Leonard Gates       | Gian van Veen Connor Scutt Wessel Nijman Beau Greaves Noa-Lynn van Leuven Lourence Ilagan Leonard Gates |                |

#### PDC Qualifiers
Acht spelers plaatsten zich via de Qualifier voor Tour Card-houders op 1 november.
- Keane Barry
- Martin Lukeman
- Ryan Joyce
- Danny Noppert
- Cameron Menzies
- James Wade
- Mickey Mansell
- Ross Smith

## Toernooioverzicht

### Potindeling
| Pot A | Pot B | Pot C | Pot D |
| --- | --- | --- | --- |
| Luke Humphries (1) Michael Smith (2) Michael van Gerwen (3) Rob Cross (4) Dave Chisnall (5) Stephen Bunting (10) Dimitri Van den Bergh (11) Danny Noppert (12) | Peter Wright (14) Josh Rock (15) James Wade (16) Luke Littler (18) Gary Anderson (20) Ross Smith (22) Martin Schindler (23) Mike De Decker (25) | Ritchie Edhouse (29) Gian van Veen (32) Ryan Joyce (35) Jermaine Wattimena (37) Cameron Menzies (40) Martin Lukeman (45) Keane Barry (50) Mickey Mansell (56) | Mensur Suljović (57) Wessel Nijman (62) Rowby-John Rodriguez (71) Connor Scutt (83) Leonard Gates (170) Beau Greaves Lourence Ilagan Noa-Lynn van Leuven |

### Groepsfase

#### Groep A
| Datum   | Speler         | Gem.     | Score | Gem.     | Speler               |
| ------- | -------------- | -------- | ----- | -------- | -------------------- |
| 9 nov.  | James Wade     | (103.12) | 3 – 5 | (100.87) | Mickey Mansell       |
| 9 nov.  | Luke Humphries | (97.64)  | 3 – 5 | (92.95)  | Rowby-John Rodriguez |
| 10 nov. | Mickey Mansell | (97.27)  | 5 – 3 | (93.82)  | Rowby-John Rodriguez |
| 10 nov. | Luke Humphries | (95.80)  | 3 – 5 | (87.73)  | James Wade           |
| 11 nov. | Luke Humphries | (101.52) | 5 – 1 | (94.32)  | Mickey Mansell       |
| 11 nov. | James Wade     | (87.48)  | 5 – 1 | (86.81)  | Rowby-John Rodriguez |

| Pos. | Speler               | Wedstrijden | Wedstrijden | Wedstrijden | Legs | Legs | Legs  | Punten |
| ---- | -------------------- | ----------- | ----------- | ----------- | ---- | ---- | ----- | ------ |
| Pos. | Speler               | G           | W           | V           | LV   | LT   | Saldo | Punten |
| 1    | James Wade           | 3           | 2           | 1           | 13   | 9    | +4    | 4      |
| 2    | Mickey Mansell       | 3           | 2           | 1           | 11   | 11   | 0     | 4      |
| 3    | Luke Humphries       | 3           | 1           | 2           | 11   | 11   | 0     | 2      |
| 4    | Rowby-John Rodriguez | 3           | 1           | 2           | 9    | 13   | -4    | 2      |

#### Groep B
| Datum   | Speler           | Gem.     | Score | Gem.     | Speler           |
| ------- | ---------------- | -------- | ----- | -------- | ---------------- |
| 9 nov.  | Danny Noppert    | (94.79)  | 5 – 2 | (91.92)  | Beau Greaves     |
| 9 nov.  | Martin Schindler | (91.11)  | 2 – 5 | (98.91)  | Cameron Menzies  |
| 10 nov. | Danny Noppert    | (96.76)  | 5 – 4 | (90.44)  | Cameron Menzies  |
| 10 nov. | Martin Schindler | (98.44)  | 5 – 1 | (83.43)  | Beau Greaves     |
| 11 nov. | Cameron Menzies  | (89.80)  | 1 – 5 | (95.17)  | Beau Greaves     |
| 11 nov. | Danny Noppert    | (106.28) | 5 – 2 | (109.15) | Martin Schindler |

| Pos. | Speler           | Wedstrijden | Wedstrijden | Wedstrijden | Legs | Legs | Legs  | Punten |
| ---- | ---------------- | ----------- | ----------- | ----------- | ---- | ---- | ----- | ------ |
| Pos. | Speler           | G           | W           | V           | LV   | LT   | Saldo | Punten |
| 1    | Danny Noppert    | 3           | 3           | 0           | 15   | 8    | +7    | 6      |
| 2    | Cameron Menzies  | 3           | 1           | 2           | 10   | 12   | -2    | 2      |
| 3    | Martin Schindler | 3           | 1           | 2           | 9    | 11   | -2    | 2      |
| 4    | Beau Greaves     | 3           | 1           | 2           | 8    | 11   | -3    | 2      |

#### Groep C
| Datum   | Speler         | Gem.    | Score | Gem.    | Speler         |
| ------- | -------------- | ------- | ----- | ------- | -------------- |
| 9 nov.  | Rob Cross      | (95.04) | 5 – 2 | (87.65) | Leonard Gates  |
| 9 nov.  | Peter Wright   | (84.75) | 0 – 5 | (98.88) | Martin Lukeman |
| 10 nov. | Peter Wright   | (83.44) | 4 – 5 | (83.31) | Leonard Gates  |
| 10 nov. | Rob Cross      | (98.51) | 3 – 5 | (87.96) | Martin Lukeman |
| 11 nov. | Martin Lukeman | (93.56) | 5 – 3 | (85.09) | Leonard Gates  |
| 11 nov. | Rob Cross      | (91.21) | 5 – 1 | (83.55) | Peter Wright   |

| Pos. | Speler         | Wedstrijden | Wedstrijden | Wedstrijden | Legs | Legs | Legs  | Punten |
| ---- | -------------- | ----------- | ----------- | ----------- | ---- | ---- | ----- | ------ |
| Pos. | Speler         | G           | W           | V           | LV   | LT   | Saldo | Punten |
| 1    | Martin Lukeman | 3           | 3           | 0           | 15   | 6    | +9    | 6      |
| 2    | Rob Cross      | 3           | 2           | 1           | 13   | 8    | +5    | 4      |
| 3    | Leonard Gates  | 3           | 1           | 2           | 10   | 14   | -2    | 2      |
| 4    | Peter Wright   | 3           | 0           | 3           | 5    | 15   | -10   | 0      |

#### Groep D
| Datum   | Speler          | Gem.    | Score | Gem.     | Speler          |
| ------- | --------------- | ------- | ----- | -------- | --------------- |
| 9 nov.  | Dave Chisnall   | (93.35) | 0 – 5 | (104.38) | Connor Scutt    |
| 9 nov.  | Ross Smith      | (82.93) | 1 – 5 | (103.99) | Ritchie Edhouse |
| 10 nov. | Dave Chisnall   | (80.45) | 2 – 5 | (89.00)  | Ross Smith      |
| 10 nov. | Ritchie Edhouse | (84.03) | 5 – 2 | (85.87)  | Connor Scutt    |
| 11 nov. | Dave Chisnall   | (86.16) | 2 – 5 | (105.00) | Ritchie Edhouse |
| 11 nov. | Ross Smith      | (97.60) | 5 – 0 | (85.42)  | Connor Scutt    |

| Pos. | Speler          | Wedstrijden | Wedstrijden | Wedstrijden | Legs | Legs | Legs  | Punten |
| ---- | --------------- | ----------- | ----------- | ----------- | ---- | ---- | ----- | ------ |
| Pos. | Speler          | G           | W           | V           | LV   | LT   | Saldo | Punten |
| 1    | Ritchie Edhouse | 3           | 3           | 0           | 15   | 5    | +10   | 6      |
| 2    | Ross Smith      | 3           | 2           | 1           | 11   | 7    | +4    | 4      |
| 3    | Connor Scutt    | 3           | 1           | 2           | 7    | 10   | -3    | 2      |
| 4    | Dave Chisnall   | 3           | 0           | 3           | 4    | 15   | -11   | 0      |

#### Groep E
| Datum   | Speler             | Gem.    | Score | Gem.     | Speler             |
| ------- | ------------------ | ------- | ----- | -------- | ------------------ |
| 9 nov.  | Michael Smith      | (99.80) | 5 – 2 | (98.62)  | Mensur Suljović    |
| 9 nov.  | Mike De Decker     | (99.06) | 2 – 5 | (104.32) | Jermaine Wattimena |
| 10 nov. | Mike De Decker     | (88.77) | 5 – 2 | (78.66)  | Mensur Suljović    |
| 10 nov. | Michael Smith      | (92.93) | 1 – 5 | (97.50)  | Jermaine Wattimena |
| 12 nov. | Jermaine Wattimena | (95.95) | 5 – 4 | (98.77)  | Mensur Suljović    |
| 12 nov. | Michael Smith      | (90.91) | 0 – 5 | (100.20) | Mike De Decker     |

| Pos. | Speler             | Wedstrijden | Wedstrijden | Wedstrijden | Legs | Legs | Legs  | Punten |
| ---- | ------------------ | ----------- | ----------- | ----------- | ---- | ---- | ----- | ------ |
| Pos. | Speler             | G           | W           | V           | LV   | LT   | Saldo | Punten |
| 1    | Jermaine Wattimena | 3           | 3           | 0           | 15   | 7    | +8    | 6      |
| 2    | Mike De Decker     | 3           | 2           | 1           | 12   | 7    | +5    | 4      |
| 3    | Michael Smith      | 3           | 1           | 2           | 6    | 12   | -6    | 2      |
| 4    | Mensur Suljović    | 3           | 0           | 3           | 8    | 15   | -7    | 0      |

#### Groep F
| Datum   | Speler                | Gem.     | Score | Gem.     | Speler          |
| ------- | --------------------- | -------- | ----- | -------- | --------------- |
| 9 nov.  | Dimitri Van den Bergh | (86.76)  | 5 – 1 | (82.71)  | Lourence Ilagan |
| 9 nov.  | Luke Littler          | (112.16) | 5 – 0 | (93.10)  | Keane Barry     |
| 10 nov. | Keane Barry           | (88.93)  | 5 – 3 | (96.63)  | Lourence Ilagan |
| 10 nov. | Dimitri Van den Bergh | (92.78)  | 1 – 5 | (106.98) | Luke Littler    |
| 12 nov. | Luke Littler          | (102.05) | 5 – 3 | (91.57)  | Lourence Ilagan |
| 12 nov. | Dimitri Van den Bergh | (104.58) | 5 – 1 | (83.96)  | Keane Barry     |

| Pos. | Speler                | Wedstrijden | Wedstrijden | Wedstrijden | Legs | Legs | Legs  | Punten |
| ---- | --------------------- | ----------- | ----------- | ----------- | ---- | ---- | ----- | ------ |
| Pos. | Speler                | G           | W           | V           | LV   | LT   | Saldo | Punten |
| 1    | Luke Littler          | 3           | 3           | 0           | 15   | 4    | +11   | 6      |
| 2    | Dimitri Van den Bergh | 3           | 2           | 1           | 11   | 7    | +4    | 4      |
| 3    | Keane Barry           | 3           | 1           | 2           | 6    | 13   | -7    | 2      |
| 4    | Lourence Ilagan       | 3           | 0           | 3           | 7    | 15   | -8    | 0      |

#### Groep G
| Datum   | Speler             | Gem.     | Score | Gem.     | Speler              |
| ------- | ------------------ | -------- | ----- | -------- | ------------------- |
| 9 nov.  | Gary Anderson      | (113.20) | 5 – 1 | (89.85)  | Ryan Joyce          |
| 9 nov.  | Michael van Gerwen | (96.35)  | 5 – 0 | (86.48)  | Noa-Lynn van Leuven |
| 10 nov. | Ryan Joyce         | (87.36)  | 5 – 3 | (81.39)  | Noa-Lynn van Leuven |
| 10 nov. | Michael van Gerwen | (90.12)  | 4 – 5 | (105.19) | Gary Anderson       |
| 12 nov. | Gary Anderson      | (95.75)  | 5 – 2 | (85.85)  | Noa-Lynn van Leuven |
| 12 nov. | Michael van Gerwen | (93.43)  | 4 – 5 | (93.45)  | Ryan Joyce          |

| Pos. | Speler              | Wedstrijden | Wedstrijden | Wedstrijden | Legs | Legs | Legs  | Punten |
| ---- | ------------------- | ----------- | ----------- | ----------- | ---- | ---- | ----- | ------ |
| Pos. | Speler              | G           | W           | V           | LV   | LT   | Saldo | Punten |
| 1    | Gary Anderson       | 3           | 3           | 0           | 15   | 7    | +8    | 6      |
| 2    | Ryan Joyce          | 3           | 2           | 1           | 11   | 12   | -1    | 4      |
| 3    | Michael van Gerwen  | 3           | 1           | 2           | 13   | 10   | +3    | 2      |
| 4    | Noa-Lynn van Leuven | 3           | 0           | 3           | 5    | 15   | -10   | 0      |

#### Groep H
| Datum   | Speler          | Gem.     | Score | Gem.     | Speler        |
| ------- | --------------- | -------- | ----- | -------- | ------------- |
| 9 nov.  | Stephen Bunting | (103.02) | 5 – 4 | (106.51) | Wessel Nijman |
| 9 nov.  | Josh Rock       | (105.83) | 2 – 5 | (110.39) | Gian van Veen |
| 10 nov. | Josh Rock       | (99.06)  | 5 – 3 | (105.39) | Wessel Nijman |
| 10 nov. | Stephen Bunting | (104.17) | 1 – 5 | (114.71) | Gian van Veen |
| 12 nov. | Gian van Veen   | (103.99) | 5 – 4 | (111.10) | Wessel Nijman |
| 12 nov. | Stephen Bunting | (106.66) | 5 – 2 | (99.64)  | Josh Rock     |

| Pos. | Speler          | Wedstrijden | Wedstrijden | Wedstrijden | Legs | Legs | Legs  | Punten |
| ---- | --------------- | ----------- | ----------- | ----------- | ---- | ---- | ----- | ------ |
| Pos. | Speler          | G           | W           | V           | LV   | LT   | Saldo | Punten |
| 1    | Gian van Veen   | 3           | 3           | 0           | 15   | 7    | +8    | 6      |
| 2    | Stephen Bunting | 3           | 2           | 1           | 11   | 11   | 0     | 4      |
| 3    | Josh Rock       | 5           | 1           | 2           | 9    | 13   | -4    | 2      |
| 4    | Wessel Nijman   | 3           | 0           | 3           | 11   | 15   | -4    | 0      |

### Knockout-fase
|  | Tweede ronde (best of 19 legs) 13-14 november | Tweede ronde (best of 19 legs) 13-14 november | Tweede ronde (best of 19 legs) 13-14 november |    |                            | Kwartfinale (best of 31 legs) 15-16 november | Kwartfinale (best of 31 legs) 15-16 november | Kwartfinale (best of 31 legs) 15-16 november |  |    | Halve finale (best of 31 legs) 17 november | Halve finale (best of 31 legs) 17 november | Halve finale (best of 31 legs) 17 november |  |    | Finale (best of 31 legs) 17 november | Finale (best of 31 legs) 17 november | Finale (best of 31 legs) 17 november |
|  |                                               |                                               |                                               |    |                            |                                              |                                              |                                              |  |    |                                            |                                            |                                            |  |    |                                      |                                      |                                      |
|  | A1                                            | James Wade (95.92)                            | 9                                             |    |                            |                                              |                                              |                                              |  |    |                                            |                                            |                                            |  |    |                                      |                                      |                                      |
|  | B2                                            | Cameron Menzies (93.50)                       | 10                                            |    |                            |                                              |                                              |                                              |  |    |                                            |                                            |                                            |  |    |                                      |                                      |                                      |
|  | B2                                            | Cameron Menzies (93.50)                       | 10                                            |    | B2                         | Cameron Menzies (88.21)                      | 15                                           |                                              |  |    |                                            |                                            |                                            |  |    |                                      |                                      |                                      |
|  |                                               |                                               |                                               |    | B2                         | Cameron Menzies (88.21)                      | 15                                           |                                              |  |    |                                            |                                            |                                            |  |    |                                      |                                      |                                      |
|  |                                               | A2                                            | Mickey Mansell (91.19)                        | 16 |                            |                                              |                                              |                                              |  |    |                                            |                                            |                                            |  |    |                                      |                                      |                                      |
|  | B1                                            | A2                                            | Mickey Mansell (91.19)                        | 16 | Danny Noppert (95.71)      | 7                                            |                                              |                                              |  |    |                                            |                                            |                                            |  |    |                                      |                                      |                                      |
|  | B1                                            |                                               |                                               |    | Danny Noppert (95.71)      | 7                                            |                                              |                                              |  |    |                                            |                                            |                                            |  |    |                                      |                                      |                                      |
|  | A2                                            | Mickey Mansell (99.05)                        | 10                                            |    |                            |                                              |                                              |                                              |  |    |                                            |                                            |                                            |  |    |                                      |                                      |                                      |
|  | A2                                            | Mickey Mansell (99.05)                        | 10                                            |    |                            |                                              |                                              |                                              |  | A2 | Mickey Mansell (92.28)                     | 12                                         |                                            |  |    |                                      |                                      |                                      |
|  |                                               |                                               |                                               |    |                            |                                              |                                              |                                              |  | A2 | Mickey Mansell (92.28)                     | 12                                         |                                            |  |    |                                      |                                      |                                      |
|  |                                               | C1                                            | Martin Lukeman (99.66)                        | 16 |                            |                                              |                                              |                                              |  |    |                                            |                                            |                                            |  |    |                                      |                                      |                                      |
|  | C1                                            | C1                                            | Martin Lukeman (99.66)                        | 16 | Martin Lukeman (95.75)     | 10                                           |                                              |                                              |  |    |                                            |                                            |                                            |  |    |                                      |                                      |                                      |
|  | C1                                            |                                               |                                               |    | Martin Lukeman (95.75)     | 10                                           |                                              |                                              |  |    |                                            |                                            |                                            |  |    |                                      |                                      |                                      |
|  | D2                                            | Ross Smith (94.85)                            | 5                                             |    |                            |                                              |                                              |                                              |  |    |                                            |                                            |                                            |  |    |                                      |                                      |                                      |
|  | D2                                            | Ross Smith (94.85)                            | 5                                             |    | C1                         | Martin Lukeman (98.34)                       | 16                                           |                                              |  |    |                                            |                                            |                                            |  |    |                                      |                                      |                                      |
|  |                                               |                                               |                                               |    | C1                         | Martin Lukeman (98.34)                       | 16                                           |                                              |  |    |                                            |                                            |                                            |  |    |                                      |                                      |                                      |
|  |                                               | C2                                            | Rob Cross (94.63)                             | 11 |                            |                                              |                                              |                                              |  |    |                                            |                                            |                                            |  |    |                                      |                                      |                                      |
|  | D1                                            | C2                                            | Rob Cross (94.63)                             | 11 | Ritchie Edhouse (94.13)    | 4                                            |                                              |                                              |  |    |                                            |                                            |                                            |  |    |                                      |                                      |                                      |
|  | D1                                            |                                               |                                               |    | Ritchie Edhouse (94.13)    | 4                                            |                                              |                                              |  |    |                                            |                                            |                                            |  |    |                                      |                                      |                                      |
|  | C2                                            | Rob Cross (98.68)                             | 10                                            |    |                            |                                              |                                              |                                              |  |    |                                            |                                            |                                            |  |    |                                      |                                      |                                      |
|  | C2                                            | Rob Cross (98.68)                             | 10                                            |    |                            |                                              |                                              |                                              |  |    |                                            |                                            |                                            |  | C1 | Martin Lukeman (93.42)               | 3                                    |                                      |
|  |                                               |                                               |                                               |    |                            |                                              |                                              |                                              |  |    |                                            |                                            |                                            |  | C1 | Martin Lukeman (93.42)               | 3                                    |                                      |
|  |                                               | F1                                            | Luke Littler (107.08)                         | 16 |                            |                                              |                                              |                                              |  |    |                                            |                                            |                                            |  |    |                                      |                                      |                                      |
|  | E1                                            | F1                                            | Luke Littler (107.08)                         | 16 | Jermaine Wattimena (91.19) | 10                                           |                                              |                                              |  |    |                                            |                                            |                                            |  |    |                                      |                                      |                                      |
|  | E1                                            |                                               |                                               |    | Jermaine Wattimena (91.19) | 10                                           |                                              |                                              |  |    |                                            |                                            |                                            |  |    |                                      |                                      |                                      |
|  | F2                                            | Dimitri Van den Bergh (91.90)                 | 9                                             |    |                            |                                              |                                              |                                              |  |    |                                            |                                            |                                            |  |    |                                      |                                      |                                      |
|  | F2                                            | Dimitri Van den Bergh (91.90)                 | 9                                             |    | E1                         | Jermaine Wattimena (92.69)                   | 2                                            |                                              |  |    |                                            |                                            |                                            |  |    |                                      |                                      |                                      |
|  |                                               |                                               |                                               |    | E1                         | Jermaine Wattimena (92.69)                   | 2                                            |                                              |  |    |                                            |                                            |                                            |  |    |                                      |                                      |                                      |
|  |                                               | F1                                            | Luke Littler (105.11)                         | 16 |                            |                                              |                                              |                                              |  |    |                                            |                                            |                                            |  |    |                                      |                                      |                                      |
|  | F1                                            | F1                                            | Luke Littler (105.11)                         | 16 | Luke Littler (103.48)      | 10                                           |                                              |                                              |  |    |                                            |                                            |                                            |  |    |                                      |                                      |                                      |
|  | F1                                            |                                               |                                               |    | Luke Littler (103.48)      | 10                                           |                                              |                                              |  |    |                                            |                                            |                                            |  |    |                                      |                                      |                                      |
|  | E2                                            | Mike De Decker (104.49)                       | 9                                             |    |                            |                                              |                                              |                                              |  |    |                                            |                                            |                                            |  |    |                                      |                                      |                                      |
|  | E2                                            | Mike De Decker (104.49)                       | 9                                             |    |                            |                                              |                                              |                                              |  | F1 | Luke Littler (103.81)                      | 16                                         |                                            |  |    |                                      |                                      |                                      |
|  |                                               |                                               |                                               |    |                            |                                              |                                              |                                              |  | F1 | Luke Littler (103.81)                      | 16                                         |                                            |  |    |                                      |                                      |                                      |
|  |                                               | G1                                            | Gary Anderson (100.17)                        | 15 |                            |                                              |                                              |                                              |  |    |                                            |                                            |                                            |  |    |                                      |                                      |                                      |
|  | G1                                            | G1                                            | Gary Anderson (100.17)                        | 15 | Gary Anderson (99.95)      | 10                                           |                                              |                                              |  |    |                                            |                                            |                                            |  |    |                                      |                                      |                                      |
|  | G1                                            |                                               |                                               |    | Gary Anderson (99.95)      | 10                                           |                                              |                                              |  |    |                                            |                                            |                                            |  |    |                                      |                                      |                                      |
|  | H2                                            | Stephen Bunting (98.96)                       | 6                                             |    |                            |                                              |                                              |                                              |  |    |                                            |                                            |                                            |  |    |                                      |                                      |                                      |
|  | H2                                            | Stephen Bunting (98.96)                       | 6                                             |    | G1                         | Gary Anderson (99.13)                        | 16                                           |                                              |  |    |                                            |                                            |                                            |  |    |                                      |                                      |                                      |
|  |                                               |                                               |                                               |    | G1                         | Gary Anderson (99.13)                        | 16                                           |                                              |  |    |                                            |                                            |                                            |  |    |                                      |                                      |                                      |
|  |                                               | H1                                            | Gian van Veen (97.38)                         | 14 |                            |                                              |                                              |                                              |  |    |                                            |                                            |                                            |  |    |                                      |                                      |                                      |
|  | H1                                            | H1                                            | Gian van Veen (97.38)                         | 14 | Gian van Veen (106.45)     | 10                                           |                                              |                                              |  |    |                                            |                                            |                                            |  |    |                                      |                                      |                                      |
|  | H1                                            |                                               |                                               |    | Gian van Veen (106.45)     | 10                                           |                                              |                                              |  |    |                                            |                                            |                                            |  |    |                                      |                                      |                                      |
|  | G2                                            | Ryan Joyce (93.84)                            | 2                                             |    |                            |                                              |                                              |                                              |  |    |                                            |                                            |                                            |  |    |                                      |                                      |                                      |

## Bijzonderheden
- Het gemiddelde van 111,10 van Wessel Nijman in zijn partij tegen Gian van Veen was op dat moment het hoogste moyenne van een verliezer op de Grand Slam.[2][3]
- Gian van Veen had in de groepsfase een gecombineerd gemiddelde van 108,89. Hiermee verbrak hij het groepsfaserecord van Phil Taylor, die in 2014 een gecombineerd wedstrijdgemiddelde van 107,12 had in de groepsfase.[2][3] Nijman ging met zijn gecombineerde groepsfasegemiddelde van 107,70 ook voorbij aan Taylor.[3]
- Voor het eerst op de Grand Slam of Darts had een groep een gezamenlijk gemiddelde van meer dan honderd. De twaalf gemiddeldes die Nijman, Van Veen, Stephen Bunting en Josh Rock in zes wedstrijden gooiden, vormden een groepsgemiddelde van 105,66.[3]
- Cameron Menzies bereikte voor het eerst in zijn carrière een kwartfinale op een PDC-major. Mickey Mansell deed hetzelfde en plaatste zich ook voor de halve finale. Martin Lukeman ging eveneens voor het eerst in zijn loopbaan naar de halve finale van een hoofdtoernooi. Hij wist ook zijn eerste majorfinale te halen.
- De finalisten, Luke Littler en Martin Lukeman, namen beiden voor het eerst deel aan de Grand Slam of Darts. Alleen Phil Taylor (2007) en José de Sousa (2020) wonnen het toernooi als debutant voordat Littler dit deed.
- Littler gooide tijdens het toernooi zestig maal 180, waarmee hij het record van Adrian Lewis verbrak. Lewis gooide in 2013 52 keer de maximale score.[4]
- Littler won de finale in een tijd van 34 minuten en 43 seconden, ook dat was een record.

2007 · 2008 · 2009 · 2010 · 2011 · 2012 · 2013 · 2014 · 2015 · 2016 · 2017 · 2018 · 2019 · 2020 · 2021 · 2022 · 2023 · 2024 · 2025